# Art of the Devil
Art of the Devil (คนเล่นของ, Khon len khong) es una película de terror tailandesa del 2004, dirigida por Tanit Jitnukul. Tiene dos secuelas titular, Art of the Devil 2 (2005) y Art of the Devil 3 (2008), pero estas películas cuentan con una historia diferente con nuevos personajes.

## Trama
Boom le confiesa a su amante millonario (Prathan) de haber quedado embarazada, él intenta comprar su silencio, para después arreglarle una violación multitudinaria, con resultados desastrosos tanto para ella como para la criatura nonata.
Sin embargo, los familiares cercanos  de  Prathan empiezan a morir de maneras inusitadas y poco comunes, revolviéndose en violentas convulsiones para finalmente vomitar coágulos de sangre con vidrios y otros objetos punzocortantes y morir en cuestión de minutos.
Tras la muerte de los hijos de su segundo matrimonio, su primera esposa e hijos heredan la casa de  Prathan donde los sobrevivientes serán diezmados tratando de descubrir la autoría de los crímenes con la ayuda de un reportero que logra percatarse y advertir del vudú (muy recurrente en Tailandia)  implícito en los crímenes, y denunciar a una persona que se ha infiltrado sigilosamente en el círculo familiar para culminar su venganza...

## Reparto
- Arisa Wills como Nan.
- Supakson Chaimongkol como Boom.
- Krongthong Rachatawan como Kamala.
- Tin Settachoke como Prathan.
- Somchai Satuthum como Danai.
- Isara Ochakul como Ruj.
- Nirut Sutchart como Neng.
- Krittayod Thimnate como Bon.

## Recepción
Art of Devil, se estrenó el 17 de junio del 2004, y fue la cuarta película su primer fin de semana, detrás de La vuelta al mundo en 80 días, Harry Potter y el prisionero de Azkaban, y The Punisher. Se quedó en el puesto Nom°4 durante dos semanas más antes de pasar al Nom°5 en su cuarta semana en la taquilla.